# Лутков Олег Анатолійович
Олег Анатолійович Лутков (нар. 15 травня 1966, Запоріжжя) — радянський і український футболіст, що виступав на позиції воротаря. Після завершення ігрової кар'єри — футбольний тренер.

## Біографія
Лутков Олег Анатолійович народився 15 травня 1966 року в місті Запоріжжі в Україні. Батько — Лутков Анатолій Васильович майстер спорту з велоспорту. Мати — Луткова Людмила Павлівна кандидат в майстри спорту з велоспорту.
У 1982 році закінчив футбольну школу «Металург» в місті Запоріжжя. У цьому ж році став срібним призером чемпіонату СРСР по футболу серед гравців 1965—1966 років народження в місті Москва. Був кандидатом в юніорську збірну СРСР. Після закінчення школи вступив до «Харківського інституту фізичної культури і спорту».
У 18-літньому віці переїхав до Узбекистану. Виступав за команду ФК «Хисар» (м. Шахрісабз). Через три місяці отримав запрошення від клубу Вищої ліги ФК «Пахтакор» (м. Ташкент). У 1986 році почав виступати за команду ФК «Зірка» (м. Джизак). Через два роки ненадовго повернувся до Запоріжжя, де півроку виступав за ФК «Торпедо» (м. Запоріжжя). Потім знову перебрався до Узбекистану в команду ФК «Заравшан» (м. Навої). У 1991—1992 роках виступав за ФК «Зірка» (Іркутськ).
З 1993 року виступав в українських клубах ФК «Торпедо» (м. Мелітополь), ФК «Металург» (м. Запоріжжя), ФК «Віктор» (м. Запоріжжя), ФК «Кривбас» (м. Кривий Ріг). Ігрову кар'єру закінчив у 1999 році в ФК «Металург» (м. Запоріжжя).
Тренерську діяльність почав з 2000 року. В ролі головного тренера керував командами ФК «Металург-2» (м. Запоріжжя), ФК «Металург» (м. Запоріжжя), ФК «Кримтеплиця» (м. Молодіжне), ФК «Динамо-ІгроСервіс» (м. Сімферополь), ФК «Арсенал» (м. Біла Церква), ФК «Атромітос» (Кіпр), ФК «Титан» (м. Армянськ).
З ФК «Кримтеплиця» завоював бронзову і золоту медаль чемпіонату України серед команд другої ліги і вивів команду в першу лігу. Під його керівництвом ФК «Кримтеплиця» провела 23 гру без поразок.
У 2002 році керував ФК «Металург» (м. Запоріжжя) в кубку UEFA проти англійського ФК «Лідс Юнайтед» (0-1, 1-1).
В різний час підготував таких футболістів як Станіслав Богуш, Олексій Годін, Тарас Степаненко, Дмитро Невмивака, Володимир Жук.
Влітку 2015 року Олег Лутков був призначений на посаду головного тренера ФК «Верес» з міста Рівне. Очолюваний ним клуб на зимову перерву в чемпіонаті Другої Ліги знаходився на третій сходинці, однак 11 листопада була розповсюджена офіційна заява клубу, що Олег Лутков подав у відставку у зв'язку з сімейними обставинами
19 березня 2019 року Луткова призначено головним тренером ПФК «Суми».